# Campeonato Mundial de Luge de 1962
O Campeonato Mundial de Luge de 1962 foi a 7ª edição da competição e foi disputada entre os dias 10 e 11 de fevereiro em Krynica, Polônia.

## Medalhistas
| Evento                        | Ouro                                       | Prata                                         | Bronze                                          |
| Individual masculino detalhes | DDR Thomas Köhler                          | POL Jerzy Wojnar                              | DDR Jochen Asche                                |
| Individual feminino detalhes  | DDR Ilse Geisler                           | AUT Gerda Rieser-Cegnar                       | POL Danuta Nycz                                 |
| Duplas detalhes               | ITA Itália Johann Graber Gianpaolo Ambrosi | FRG Alemanha Ocidental Fritz Nachmann Max Leo | TCH Checoslováquia Manik Novotny Petr Skrabalek |

## Quadro de medalhas
| Ordem | País               |   |   |   |   |
| 1     | Alemanha Oriental  | 2 |   | 1 | 3 |
| 2     | Itália             | 1 |   |   | 1 |
| 3     | Polónia            |   | 1 | 1 | 2 |
| 4     | Áustria            |   | 1 |   | 1 |
| 4     | Alemanha Ocidental |   | 1 |   | 1 |
| 6     | Checoslováquia     |   |   | 1 | 1 |